# Constanta Airlines
Constanta Airlines of Konstanta Aviakompania is een Oekraïense luchtvaartmaatschappij met thuisbasis in Zaporizja.

## Geschiedenis
Constanta Airlines werd opgericht in 1999 als opvolger van Zaporozhye Aviation Enterprise, die op haar beurt was ontstaan uit de Zaporizja-divisie van Aeroflot.

## Vloot
De vloot van Constanta Airlines bestaat uit: (maart 2007)
- 7 Yakolev Yak-40()